# إيما شامبرلين
إيما شامبرلين (بالإنجليزية: Emma Chamberlain)‏ هي مدونة صوتية ويوتيوبية أمريكية، ولدت في 22 مايو 2001.

## وصلات خارجية
- إيما شامبرلين على موقع IMDb (الإنجليزية)
- إيما شامبرلين على موقع قاعدة بيانات الفيلم (الإنجليزية)